# Marathon van Tokio 2010
De marathon van Tokio 2010 werd gelopen op zondag 28 februari 2010. Het was de vierde keer dat deze marathon was opengesteld voor zowel mannen als vrouwen. 
De Japanner Masakazu Fujiwara zegevierde bij de mannen in 2:12.19. De Russische Alevtina Biktimirova won bij de vrouwen in 2:34.39. 

## Uitslagen

### Mannen
| rang   | naam               | land | tijd    |
| ------ | ------------------ | ---- | ------- |
| Goud   | Masakazu Fujiwara  | JPN  | 2:12.19 |
| Zilver | Arata Fujiwara     | JPN  | 2:12.34 |
| Brons  | Atsushi Satoh      | JPN  | 2:12.35 |
| 4      | Yuki Kawauchi      | JPN  | 2:12.36 |
| 5      | Tomoya Adachi      | JPN  | 2:12.46 |
| 6      | Joseph Muwaniki    | JPN  | 2:12.53 |
| 7      | Rachid Kisri       | MAR  | 2:12.59 |
| 8      | Takaaki Koda       | JPN  | 2:13.04 |
| 9      | Salim Kipsang      | KEN  | 2:13.16 |
| 10     | Kiyokatsu Hasegawa | JPN  | 2:15.15 |

### Vrouwen
| rang   | naam                 | land | tijd    |
| ------ | -------------------- | ---- | ------- |
| Goud   | Alevtina Biktimirova | RUS  | 2:34.39 |
| Zilver | Robe Guta            | ETH  | 2:36.29 |
| Brons  | Nuța Olaru           | ROU  | 2:36.42 |
| 4      | Maki Kouno           | JPN  | 2:39.01 |
| 5      | Jing Yang            | CHN  | 2:41.04 |
| 6      | Yumi Sato            | JPN  | 2:43.01 |
| 7      | Wakana Hanadou       | JPN  | 2:44.03 |
| 8      | Julia Mumbi Muraga   | KEN  | 2:45.11 |
| 9      | Yoshimi Kasezawa     | JPN  | 2:47.03 |
| 10     | Noriko Hirao         | JPN  | 2:47.32 |

Tokyo International Marathon (alleen mannen)

1981 · 1982 · 1983 · 1984 · 1985 · 1986 · 1987 · 1988 · 1989 · 1990 · 1991 · 1992 · 1993 · 1994 · 1995 · 1996 · 1997 · 1998 · 1999 · 2000 · 2001 · 2002 · 2003 · 2004 · 2005 · 2006

Tokyo International Women's Marathon (alleen vrouwen)

1979 · 1980 · 1981 · 1982 · 1983 · 1984 · 1985 · 1986 · 1987 · 1988 · 1989 · 1990 · 1991 · 1992 · 1993 · 1994 · 1995 · 1996 · 1997 · 1998 · 1999 · 2000 · 2001 · 2002 · 2003 · 2004 · 2005 · 2006 · 2007 · 2008

Tokyo Marathon (beide)

2007 · 2008 · 2009 · 2010 · 2011 · 2012 · 2013 · 2014 · 2015 · 2016 · 2017 · 2018 · 2019 · 2020 · 2021 · 2022 · 2023 · 2024